# James Lamb
James Lamb, nace en Edimburgo, Escocia, fue un periodista, editor e impresor que desarrolló su carrera en Venezuela.
Sus padres fueron Rodolfo Lamb y Juana Peddie. Llegó al Puerto de La Guaira en la fragata Fénix con Matteo Gallagher y la primera imprenta que tuvo Venezuela, procedente de la colonia británica de Trinidad, el 23 de septiembre de 1808.
Lamb realizó este viaje después de que culminaran con éxito los trámites encomendados al ciudadano Francisco González de Linares, quien tuvo la tarea de contratar una imprenta para Caracas en Puerto España. Esta transacción se hizo a través de Manuel Sorzano, quien había llegado a Caracas enviado por el Gobierno español, y luego a Trinidad como contralor principal de Ejército y Real Hacienda.
Imprimió con Mateo Gallagher el primer periódico venezolano, La Gazeta de Caracas, cuyo número inaugural vio la luz el 24 de octubre de 1808 en el taller de imprenta de Gallagher y Lamb, el socio industrial.
El 19 de abril de 1810 significó una transformación para el taller de imprenta de estos dos extranjeros, quienes en noviembre de ese año, y para responder a las necesidades del nuevo régimen, incrementaron la actividad del establecimiento. Así, se convirtieron en los “Impresores del Gobierno” en octubre de 1810, trabajando de día y de noche para satisfacer a la Junta de Caracas.
La Gazeta de Caracas siguió creciendo en 1811 con la colaboración de las autoridades de la Nueva República, pero las diferencias con Francisco Isnardi ocasionaron una caída progresiva que los llevó a dejar de ser los impresores del nuevo Gobierno. Juan Bailío se convirtió en el verdadero impresor de la Independencia, y Juan Gutiérrez Díaz en el impresor de la causa realista.